# جورج ميلز (لاعب كريكت نيوزلندي)
جورج ميلز (23 مارس 1867 في المملكة المتحدة - 13 مارس 1942 في نيوزيلندا) (بالإنجليزية: George Mills)‏ هو لاعب كريكت نيوزلندي.

## وصلات خارجية
- جورج ميلز (لاعب كريكت نيوزلندي) على موقع إي آس بي آن كريك إنفو (الإنجليزية)